# Beat Flach

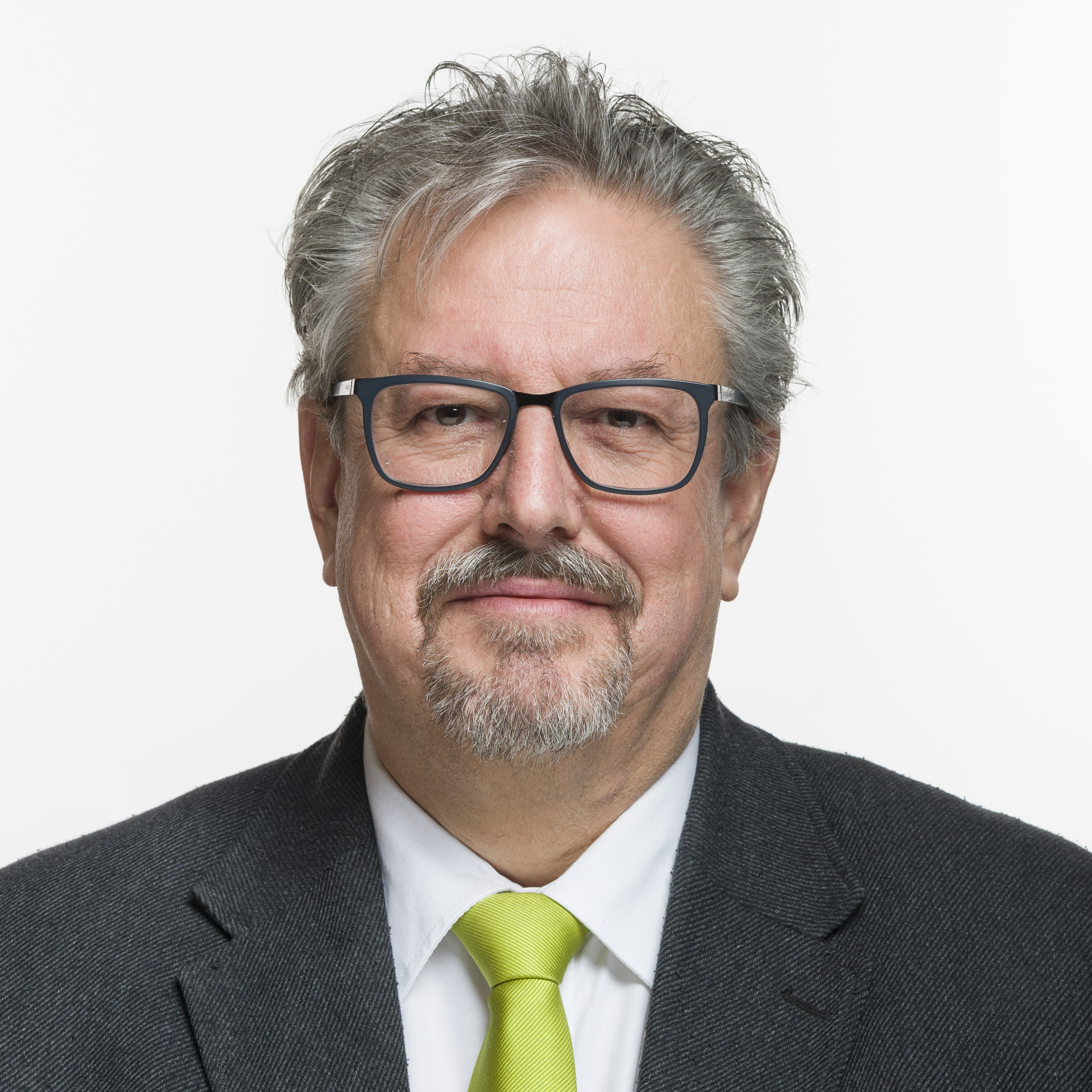
Beat Flach (2019)

Beat Flach (* 21. Januar 1965 in Bern; heimatberechtigt in Maur) ist ein Schweizer Politiker (GLP).

## Ausbildung und Beruf
Flach absolvierte in Basel eine Berufslehre als Rheinschifffahrts-Matrose, arbeitete dann unter anderem als Schlosser, Modellbauer und Monteur. Ab 2001 war er für verschiedene Bauunternehmen als Geschäftsführer, Prokurist und Projektleiter tätig. Nach dem Besuch der Maturitätsschule für Erwachsene studierte Flach berufsbegleitend an der Universität Fribourg und an der Universität Luzern. 2006 schloss er als Master of Laws ab. Es folgte bis 2009 ein Nachdiplomstudium der Raumplanung an der ETH Zürich. Seit 2007 ist er als Jurist beim Schweizerischen Ingenieur- und Architektenverein angestellt.

## Politik
Flach gehörte 2008 zu den Gründungsmitgliedern der kantonalen aargauischen glp. Am 8. März 2009 wurde er in den Grossen Rat des Kantons Aargau gewählt. Bei den Wahlen am 23. Oktober 2011 folgte die Wahl in den Nationalrat. Er ist seit 2011 Mitglied in der Kommission für Rechtsfragen und seit 2023 in der Staatspolitischen Kommission; von 2011 bis 2021 war er Mitglied der Sicherheitspolitischen Kommission, von 2019 bis 2023 in der Kommission für Umwelt, Raumplanung und Energie  sowie 2011 bis 2015 in der Gerichtskommission der Vereinigten Bundesversammlung. Flach engagiert sich u. a. in den Bereichen Menschenrechte (Kriegsmaterialexporte, Konzernverantwortung, Abschaffung des «Majestäts-Beleidigungs-Artikels») und Sozialpolitik (Sanierungsverfahren für Hochverschuldete, Berufsbildung für Jugendliche mit Behinderungen). Bei den Parlamentswahlen 2015, 2019 und 2023 wurde er in seinem Amt als Nationalrat bestätigt.

## Persönliches
Flach ist verheiratet, hat einen Sohn und lebt in Auenstein. In der Schweizer Armee war er einfacher Soldat. Flach diente von 1986 bis 2006 in der Feuerwehr Rupperswil-Auenstein im Range eines Offiziers.
Er ist in mehreren Stiftungen und Vereinen engagiert. So ist er seit 2018 Präsident der Stiftung Natur und Wirtschaft, die naturnah gestaltete Unternehmensareale fördert, der Unternehmervereinigung Neue Energie Aargau, Aarau, sowie Vizepräsident von Casafair (ehemals Hausverein), einem Verband für umweltbewusste und faire Haus- und Wohn-Eigentümer.